# Dixième concile de Tolède

Le dixième concile de Tolède s'est tenu à Tolède, dans le royaume Wisigothique, actuelle Espagne, en 656.

## Participants
Seulement dix-sept évêques étaient présents, ainsi que cinq députés venant d'Hispanie et de Galice, mais aucun ne venant de Tarraconnaise ni de Septimanie. L'archevêque Eugenius III, est rejoint par les métropolitains, Fugitivus (Fugitivo) de Séville et Potamius (Potamio) de Braga, assisté de Baetica. Cela fait de ce concile le moins fréquenté du siècle des conciles (VIIe siècle).

## Déroulement
Le concile fut organisé à la demande du roi wisigoth Réceswinthe et démarre le 1er décembre 656. En novembre 655, les évêques du IXe concile de Tolède avaient programmé un concile plus régional devant se tenir en novembre 656, mais celui fut annulé par l'organisation du présent concile de portée plus générale.

## Canons
Le concile déclare que tous les parjures commis devaient être défroqué et / ou en exil, laissant au roi de décider si ces deux peines étaient nécessaires. Le concile a également expulsé de la famille de l'église tous les clercs de tous grades qui, à l'avenir, seront pris à faire commerce d'esclaves chrétiens avec les Juifs.
Les évêques travaillent également pour réduire les conflits au sein de l'église et de faire respecter la discipline ecclésiastique. Potamius de Braga admet avoir commis des péchés charnels et se retire dans un monastère, remplacé par Fructueux. Le testament de l'évêque récemment décédé de Dumium, Riccimer, a été contestée par ceux qui ont vu son action d'affranchissement des esclaves et de la distribution des fonds aux pauvres, le tout sans compensation. Les contestataires ont jugé ces actes responsables de son appauvrissement. Son successeur, Fructueux, doit décider exactement ce qu'il faut faire, mais ses actions sans compensation ont été considérées comme illégales.
Le concile se clôture et Réceswinthe n'a pas convoqué d'autre concile jusqu'à la fin de son règne en 672, correspondant à une époque obscure de l'histoire espagnole.